# Tauropus egeriae
Tauropus egeriae is een krabbensoort uit de familie van de Pilumnidae. De wetenschappelijke naam van de soort is voor het eerst geldig gepubliceerd in 1947 door Gordon.